# Sofiane Oumiha
Sofiane Oumiha est un boxeur français né le 23 décembre 1994 à Toulouse évoluant dans la catégorie des poids légers,. Il compte à son palmarès deux médailles d'argent aux Jeux olympiques et trois titres mondiaux en amateur.

## Biographie

### Boxeur amateur
Sofiane Oumiha, fils de Mohamed Oumiha, émigré du Maroc, suit les traces de son père lorsqu'il commence la boxe à l'âge de 7 ans. Après un court arrêt, il revient à la boxe alors qu'il a 9 ans et devient vice-champion de France. Le boxeur du quartier de la Reynerie enchaîne alors huit années d’invincibilité, et remporte à deux reprises le critérium national cadets en 2009 et 2010. Parallèlement, il pratique le rugby à 7 jusqu'à ses 18 ans.
Licencié au Boxing Toulouse Bagatelle, Oumiha se révèle lors de l'année 2012. Junior, il est champion de France dans sa catégorie des poids légers (moins de 60 kg) et s'envole pour les championnats du monde lors desquels il décroche une médaille de bronze. Oumiha confirme son statut de jeune boxeur talentueux en remportant les Jeux méditerranéens de Mersin en 2013. Ses performances permettent au boxeur toulousain d'intégrer l'INSEP l'année suivante. Son passage chez les seniors est un réussite avec deux titres de champion de France amateurs en 2014 et 2015. Représentant de la France lors des Jeux européens de Bakou en 2015, Sofiane Oumiha doit se contenter d'une médaille d'argent après avoir été battu en finale.
Quart de finaliste des championnats du monde 2015, il manque la qualification directe pour les jeux olympiques d'été de 2016. Il obtient sa place dans la délégation française pour Rio quelques semaines plus tard en dominant le tournoi qualificatif olympique européen. Oumiha est médiateur jeunesse à la ville de Toulouse.
Au premier tour du tournoi olympique, il domine Teófimo López par décision unanime des trois juges. Opposé au vétéran thaïlandais Amnat Ruenroeng en huitièmes de finale, Oumiha perd le premier round avant de faire compter à plusieurs reprises son adversaire qui est arrêté par l'arbitre dans le troisième round. Ce succès contre l'ancien champion du monde professionnel IBF ouvre à Oumiha les portes des quarts de finale. En quart de finale, il s'assure une médaille olympique avec une nouvelle victoire par décision contre l'Azéri Albert Selimov. Vainqueur de Dorjnyambuu Otgondalai en demi-finale, il se qualifie pour la finale olympique. Il s'incline face au Brésilien Robson Conceição et décroche donc une médaille d'argent,.
Le vice-champion olympique décide de rester dans les rangs amateurs pour viser le titre à Tokyo et de s'engager dans les World Series of Boxing. Une  lésion au métacarpe de la main droite l'oblige à déclarer forfait pour les demi-finales du championnat de France amateurs en février 2017.
Le 2 septembre 2017, il remporte le titre mondial de boxe amateur à Hambourg dans la catégorie des poids légers (-60 kg) en battant le Cubain, double tenant du titre, Lázaro Álvarez.
Porte-drapeau de la délégation française aux Jeux méditerranéens de 2018, Sofiane Oumiha assume son statut de favori en remportant la compétition. En octobre, il inaugure sa salle de boxe anglaise dans le quartier Papus à Toulouse. Son club de boxe s'y installe avec pour devise « la victoire aime l'effort ». Aidé par son oncle Medhi, par ailleurs son entraîneur, il se consacre au développement du club en complément de son parcours sportif,,.
Il est médaillé d'argent des moins de 64 kg aux Jeux européens de 2019.
Le 13 mai 2023, il bat le Cubain Erislandy Álvarez en finale des championnats du monde amateurs catégorie -60 Kg à Tachkent (Ouzbekistan) et devient ainsi le premier triple champion du monde français en boxe amateur.
Il est médaillé d'or dans la catégorie des poids légers aux Jeux européens de 2023 à Nowy Targ.
Lors des Jeux olympiques de 2024, Oumiha atteint la finale. Lors de celle-ci, disputée sur le court Philippe-Chatrier du stade Roland-Garros, il est battu sur décision partagée des juges (3-2) par le Cubain Erislandy Álvarez,.
En fin d'année 2024, Sofiane Oumiha figure sur une liste menée par Estelle Mossely, candidate à la présidence de la Fédération française de boxe.

### Boxeur professionnel
Alors que son tout premier combat professionnel était programmé le 6 mars 2021 à Lublin en Pologne, son promoteur (l'Anglais Frank Warren) décide d'annuler quelques jours auparavant le meeting, en raison de la pandémie de Covid-19.
Pour son troisième match professionnel, Sofiane Oumiha bat le Colombien Victor Julio par KO sur un coup au corps au deuxième round au Cannet.

## Palmarès

### Palmarès pro
En poids légers (-60 kg)
- Troisième des championnats du monde de boxe amateur juniors de 2012
- Vice-champion de France senior 2013
- Médaille d'or aux Jeux méditerranéens de 2013
- Champion de France senior 2014
- Champion de France senior 2015
- Médaille d'argent aux Jeux européens de 2015
- Médaille d'argent aux Jeux olympiques de 2016 à Rio de Janeiro, Brésil
- Champion du monde de boxe amateur 2017, 2021 et 2023
- Médaille d'or aux Jeux méditerranéens de 2018

En poids super-légers (-64 kg)
- Médaille d'argent aux Jeux européens de 2019
- Médaille d'or aux jeux européens de 2023

En poids légers (-63,5 kg)
- Médaille d'argent aux Jeux olympiques de 2024 à Paris, France

## Distinctions
- Chevalier de l'ordre national du Mérite le 1er décembre 2016[29]
- Prix Olivier Schwarz récompensant le sportif français le plus sympathique aux RMC Sport Awards 2017[30]